# Spizella atrogularis
El gorrión barbinegro o chingolo barbinegro (Spizella atrogularis) es una especie de ave paseriforme de la familia Passerellidae propia de las zonas áridas de América del Norte (Estados Unidos y México). Es una especie parcialmente migratoria.
Mide unos 14 cm en promedio. Es claramente distinto a las demás especies del género Spizella, con dimorfismo sexual. La cabeza y las partes ventrales son completamente grises, sin rayas, pero en los machos es evidente el color negro en garganta y zona loreal (entre el pico y los ojos). El pico es color rosa. La espalda, las alas y la cola son, como en las demás especies del género, pardas listadas con oscuro.
Se distribuye desde el suroeste de los Estados Unidos hasta el sur de México. Las poblaciones norteñas son migratorias, mientras que una subespecie mexicana es residente.
Se distinguen cuatro subespecies:
- S.a. caurina. Zona costera de California. De coloración gris más oscura, con algunas tonalidades pardas.

- S. a. cana. Laderas de montañas del sur de California y norte de Baja California. Más pequeña, cola más corta y con algún matiz pardo en las partes ventrales.

- S.a. evura. Desde las montañas del centro-este de California hasta Nuevo México. Coloración más pálida y parche negro de la garganta más pequeño.

- S.a. atrogularis. Residente desde Sonora y Chihuahua a lo largo del Altiplano Central hasta Oaxaca. Más oscura y con el parche negro de la garganta más evidente que en las subespecies norteñas.

Habita en laderas de montañas y en zonas altas áridas y semiáridas, con vegetación arbustiva abundante, en chaparrales y en campos de Artemisia. Se alimenta principalmente de semillas e insectos pequeños.
La hembra pone entre 3 y 5 huevos de color verde azulado con manchas marrones sobre un nido elaborado de pasto.